# Jean Nouvel
Jean Nouvel (ur. 12 sierpnia 1945 w Fumel) – francuski architekt. Laureat Nagrody Pritzkera w 2008 roku.

## Charakterystyka twórczości
Projekty tego architekta charakteryzują się szczególną dbałością o kolor i iluminację wnętrza, a także o fakturę, rysunek fasady. Obiekty cechują się na ogół prostymi bryłami.

## Główne dzieła
- Teatr Miejski, Belfort (1979-83);
- Instytut Arabski (Institut du Monde Arabe) w Paryżu (1981-87);
- budynek ONYX w Saint Herblain we Francji (1987-1988);
- rozbudowa opery w Lyonie (1986-1993);
- centrum kulturalno-kongresowe w Lucernie (1993-2000);
- Park Nauki koło Mons w Walonii;
- centrum Andel w Pradze, gdzie szklana elewacja ma nadrukowaną postać jednego z bohaterów filmu Wima Wendersa Niebo nad Berlinem;
- Muzeum Narodowe Kataru w Dosze, naśladujące swym kształtem różę pustyni[1];
- muzeum Louvre Abu Dhabi[2];
- Złoty Anioł - kompleks biurowy w Pradze.

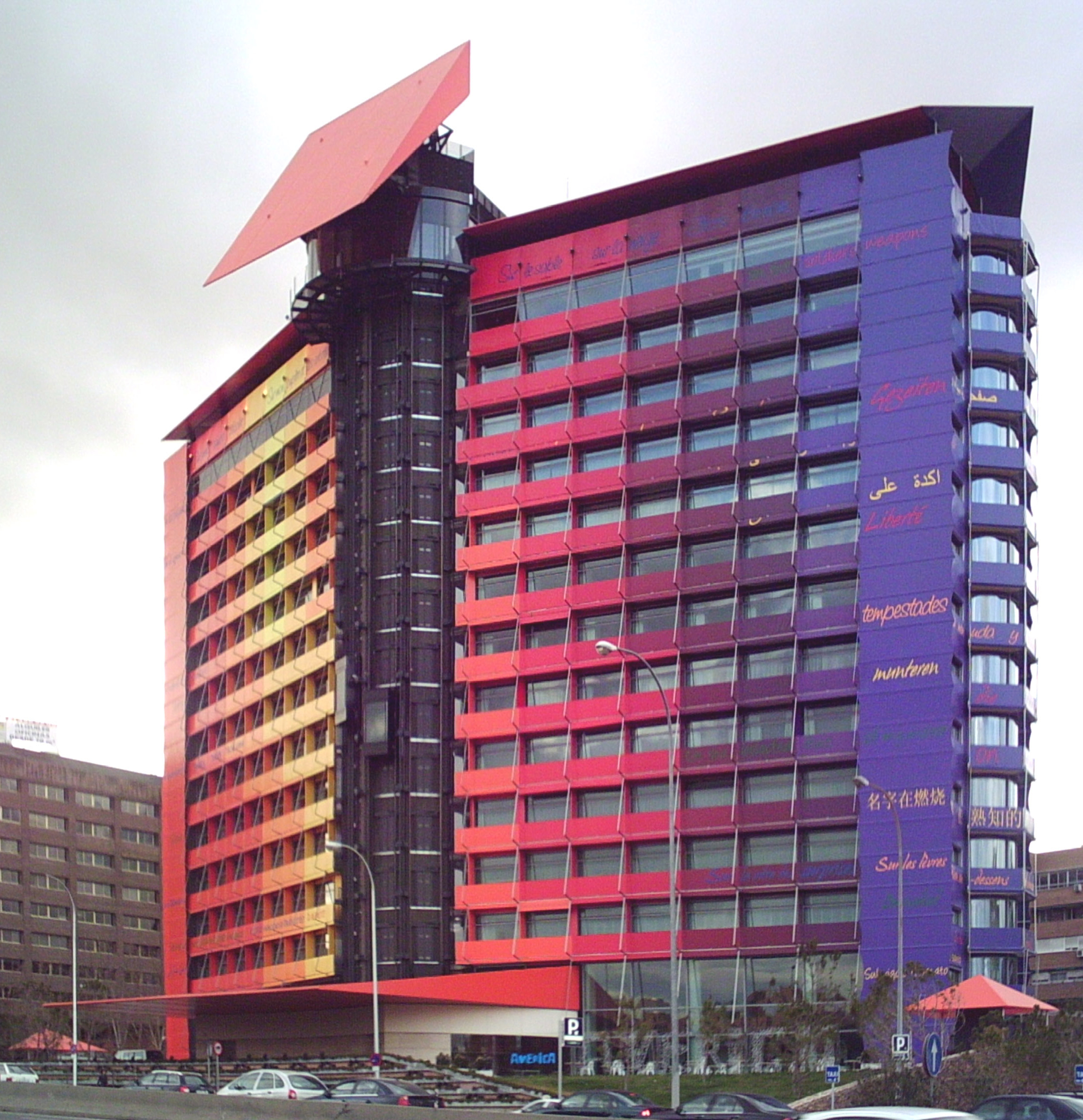
Hotel Puerta América w Madrycie (2003–2005)
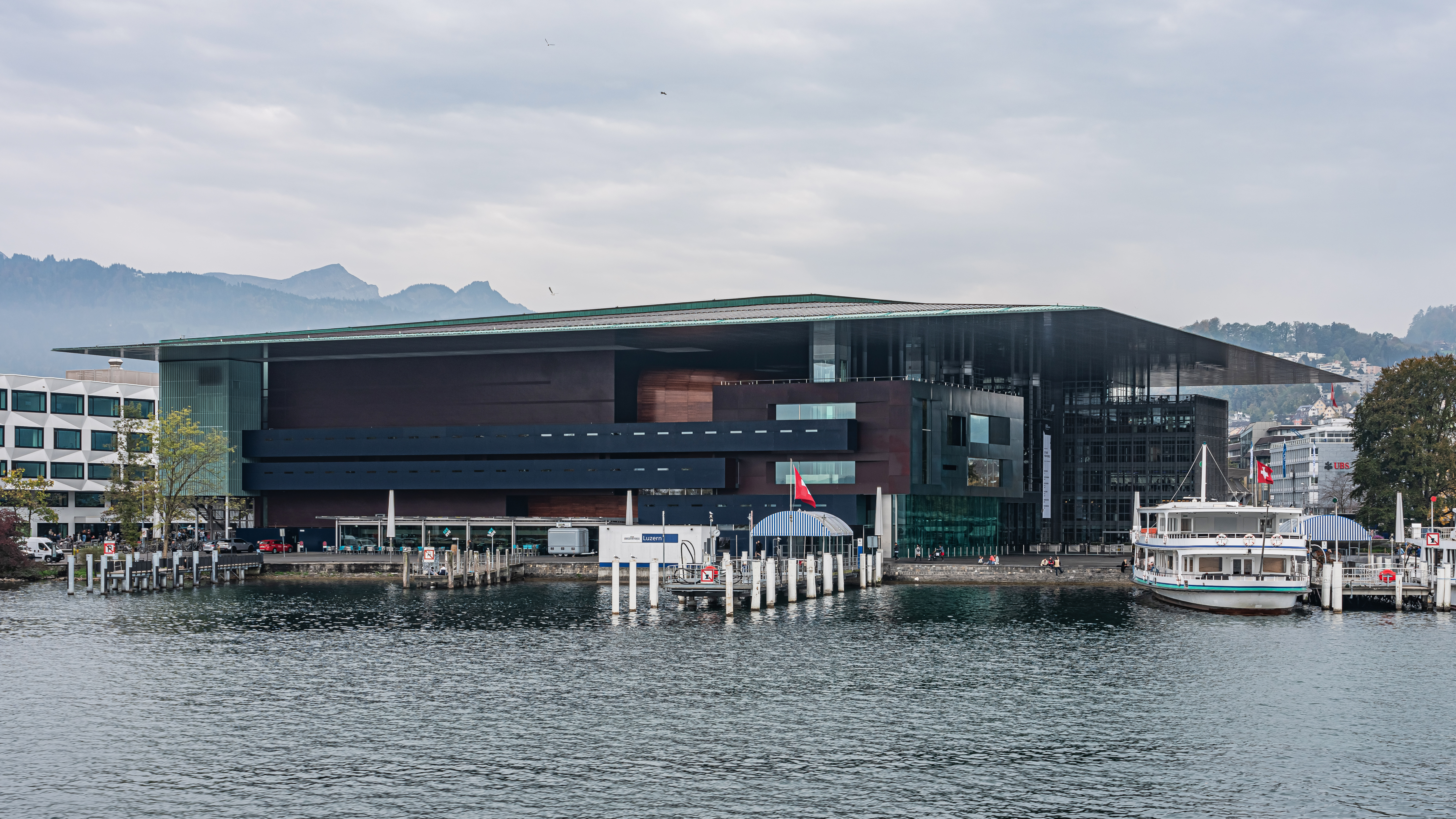
Centrum kulturalno-kongresowe w Lucernie
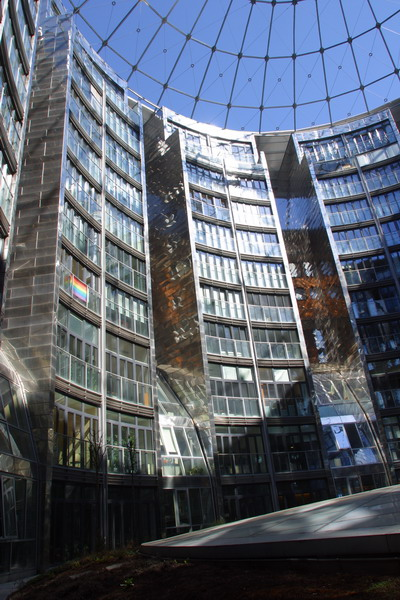
Gasometer, Wiedeń (1999-2001)
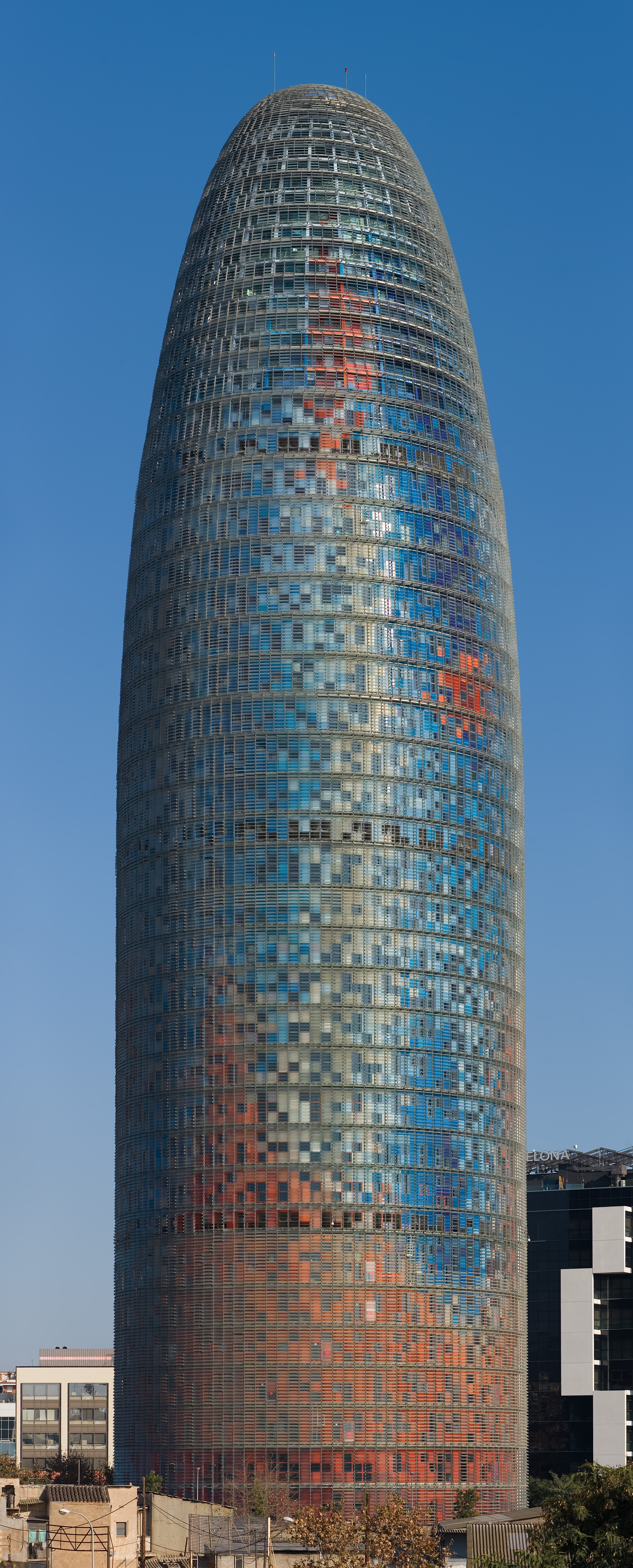
Torre Agbar, Barcelona (2001-2004)